# 武汉晴川学院
武汉晴川学院，原名武汉大学珞珈学院，成立于2006年，当时是一所由武汉大学与武汉当代科技产业集团股份有限公司、北京巨天汇投资有限公司合作创办的全日制本科民办普通高等学校。学校位于武汉市东湖新技术开发区中华科技产业园玉屏大道9号 。设置有10个院系，包括公共课部、思想理论课部、设计工程学院、计算机学院、机械与电气工程学院、会计学院、北斗学院（电子信息学院）、外国语学院、商学院和传媒艺术学院。2016年经教育部批准改名为晴川学院。

## 师资结构
在校生约1.4万人，专任教师588人，外聘教师109人；教授、副教授职称占比约40%，硕士及以上学历教师占比近90%，含博士生导师及国务院特殊津贴专家近40人。